# 에손

에손 주의 위치

에손(Essonne /ɛ.sɔn/)은 프랑스 일드프랑스 레지옹에 있는 데파르트망으로, 주도는 에브리쿠르쿠론이며 인구는 1,201,994명(2007년 기준), 면적은 1,804km2, 인구밀도는 666.3명/km2이다. 에손이라는 이름은 에손 강에 따라 지어졌다. 이곳 오르세는 영국 파시스트 연합의 지도자 오즈월드 모즐리가 사망한 곳이다.

## 역사
에손 주는 1964년 7월 10일에 제정된 법에 따라 1968년 1월 옛 데파르트망인 센에우아즈 주에서 분리되어 신설되었다. 1969년 에손 주의 주도가 샤토포르와 투수르노블이 인접한 이블린으로 옮겨졌다.

## 인구
| 연도 | 인구    | ±% p.a. |
| ---- | ------- | ------- |
| 1876 | 135,911 | —       |
| 1881 | 140,027 | +0.60%  |
| 1891 | 151,726 | +0.81%  |
| 1901 | 164,617 | +0.82%  |
| 1911 | 177,385 | +0.75%  |
| 1921 | 187,188 | +0.54%  |
| 1931 | 271,094 | +3.77%  |
| 1936 | 286,896 | +1.14%  |
| 1946 | 293,932 | +0.24%  |
| 1954 | 350,987 | +2.24%  |

| 연도 | 인구      | ±% p.a. |
| ---- | --------- | ------- |
| 1962 | 478,691   | +3.96%  |
| 1968 | 673,325   | +5.85%  |
| 1975 | 923,063   | +4.61%  |
| 1982 | 988,000   | +0.98%  |
| 1990 | 1,084,824 | +1.18%  |
| 1999 | 1,134,238 | +0.50%  |
| 2006 | 1,198,273 | +0.79%  |
| 2010 | 1,215,340 | +0.35%  |
| 2016 | 1,287,330 | +0.96%  |

|  | 기술적 문제로 인해 그래프를 일시적으로 사용할 수 없습니다. 파브리케이터와 미디어위키 위키에 더 자세한 정보가 있습니다. |

## 같이 보기
- 에손주의 캉통
- 에손주의 코뮌 목록